# Юпітер-С
Юпітер-Сі (англ. Jupiter-C) — триступенева балістична ракета, створена у США 1956 року на базі ракети Редстоун командою Вернера фон Брауна для випробовування теплозахисту боєголовок майбутніх міжконтинентальних балістичних ракет.
Чотириступенева модифікація використовувалась для запуску першого американського штучного супутника Землі Експлорер-1 (англ. Explorer-1). Перший ступінь використовував рідке паливо, другий і третій були зв'язками твердопаливних ракетних двигунів Baby Sergeant. Четвертий ступінь супутникової версії був однією ракетою Baby Sergeant. Ракету, якою запустили супутник, «заднім числом» назвали Юнона-1 (англ. Juno 1). Повнорозмірний макет цієї ракети, а також ракет «Авангард» і «Юнона-2», можна побачити в Смітсонському музеї у Вашингтоні (США).

## Загальні характеристики
- Маса у варіанті для запуску Експлорера-1, повна/порожня
  - Загальна при зльоті 29 030 кг / 4640 кг
  - Перший ступінь 28 400 кг /4400 кг
  - Другий ступінь 460 кг / 220 кг
  - Третій ступінь 130 кг / 64 кг
  - Четвертий ступінь 36,3 кг / 14,3 кг
- Ступені
  - Перший:
    - Двигун: Rocketdyne A-7
    - Тяга: 370 кН
    - Час роботи: 155 с
    - Питомий імпульс: 235 с
    - Паливо: окисник рідкий кисень, пальне гідин (60 % несиметричного диметилгідразину, 40 % диетилентриаміну)
    - Подача палива: турбонасос
    - Живлення турбонасоса: 90%-й пероксид водню, який розкладається каталізатором

  - Другий ступінь 11 зменшених копій ракети Сержант
    - Тяга: 73 кН
    - Час роботи: 6,5 с
    - Питомий імпульс: 220 с
    - Паливо: змішані разом тверді полісульфід алюмінію і перхлорат амонію

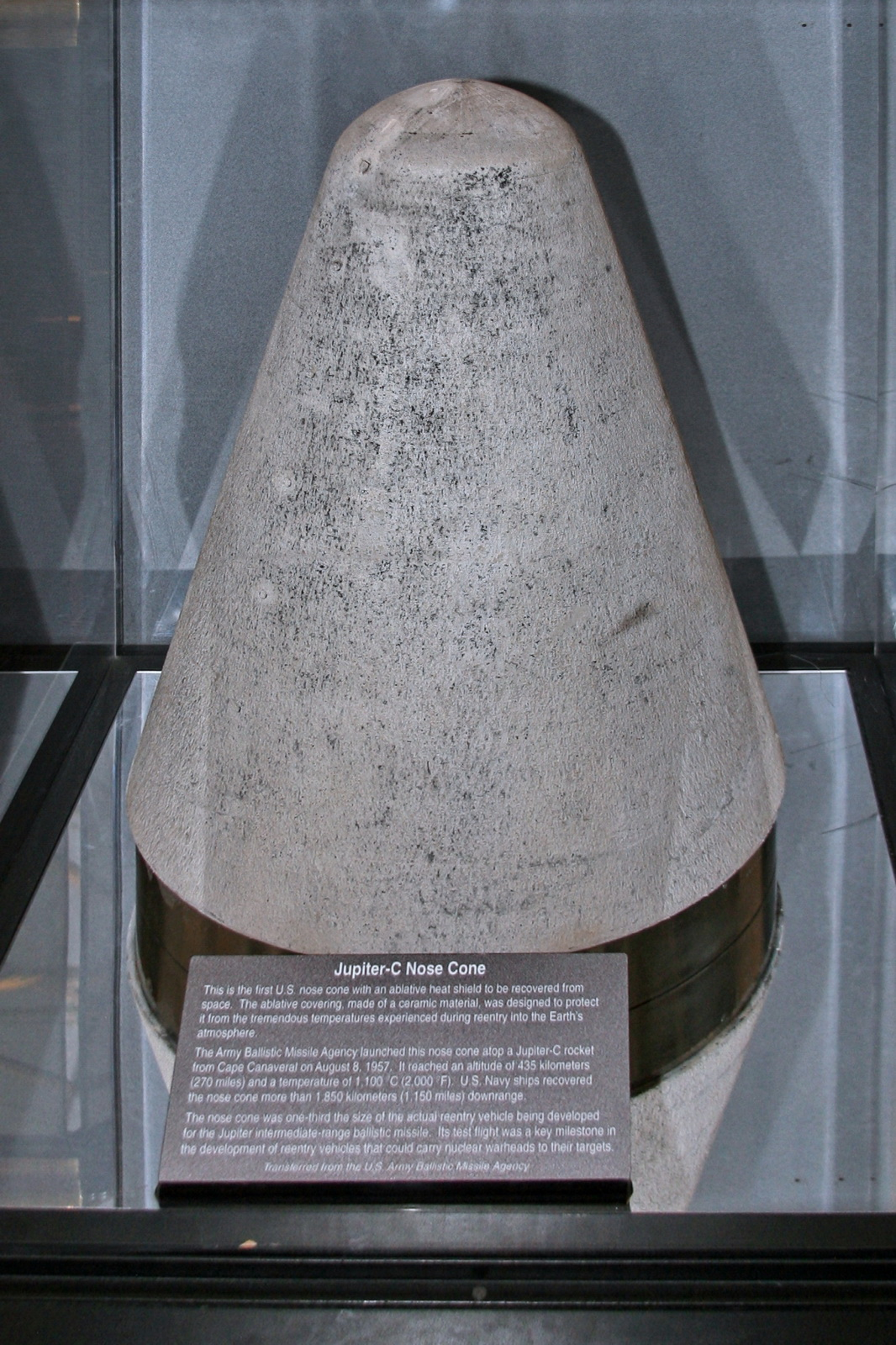
Американський носовий обтічник із абляційним теплозахистом з керамічного матеріалу, розробленого для захисту від високих температур під час входу в щільні шари атмосфери, запущений Агентством з балістичних ракет Армії США (ABMA) ракетою Юпітер-Сі з мису Канаверал 8 серпня 1957 року.

  - Третій ступінь: 3 зменшені копії ракети Сержант
    - Тяга: 24 кН
    - Час роботи: 6,5 с
    - Питомий імпульс: 235 с
    - Паливо: змішані разом тверді полісульфід алюмінію і перхлорат амонію

  - Четвертий ступінь: одна зменшена копія ракети Сержант
    - Тяга: 8 кН
    - Час роботи: 6,5 с
    - Питомий імпульс: 220 с
    - Паливо: змішані разом тверді полісульфід алюмінію і перхлорат амонію

## Список запусків
20 вересня 1956 року запуск з мису Канаверал корисного вантажу по балістичній траєкторії з апогеєм 1'096 км на відстань 5300 км від місця запуску. Перший запуск ракети-носія Юпітер-Сі з мису Канаверал. Ракета досягла швидкості 18 Махів. Головним завданням запуску були випробувати роботу двигунів і систему розділення багатоступеневої ракети. Ракета мала чотири ступені, останній з яких був неробочим. Перший ступінь був збільшеною балістичною ракетою Редстоун, другий і третій складались відповідно з 11 і 3 зменшених до 15 см ракет Сержант. Корисний вантаж (приблизно 9 кг вимірювальних приладів) було встановлено в неробочому четвертому ступені. Політ проходив успішно, всі команди виконувались за програмою. Якби останній ступінь працював, ракета могла б досягти достатньої швидкості для виведення апарата на орбіту. Перше досягнення глибокого космосу. Запуск був частково вдалим, оскільки двигун першого ступеня вимкнувся достроково внаслідок людської помилки при заправлянні ракети.
15 травня 1957 року запуск зменшеного втричі головного обтічника з аблятивним покриттям масою 142 кг по балістичній траєкторії на висоту 560 км і відстань 1100 км від мису Канаверал. Метою запуску було перевірити поведінку теплового захисту зменшеної версії головного обтічника ракети під час входження в атмосферу. Відокремлюваний головний обтічник масою 142 кг мав долетіти на заплановану відстань 2245 км. Після 134 секунд польоту зіткнення відбулось за 778 км від очікуваного місця. Головний обтічник зруйнувався, однак під час входження в атмосферу прилади показали, що обтічник зможе захистити боєголовку під час входження в атмосферу.
8 серпня 1957 року запуск зменшеного втричі головного обтічника з аблятивним покриттям по балістичній траєкторії на висоту 460 км і відстань 2163 км від мису Канаверал. Перше входження в атмосферу головного обтічника відбулось наступного дня. Зіткнення відбулось у запланованому місці. Запуск остаточно підтвердив правильність обраного методу теплового захисту боєголовок ракет при входженні в атмосферу. 7 листопада президент США Ейзенхауер показав цей головний обтічник населенню США по телебаченню.